# Murmansque
Murmansque ou Murmansk (em russo: Му́рманск; romaniz.: Murmansk) é a capital do Oblast de Murmansque, localizada 200 km a norte do Círculo Polar Ártico.
Nesta região, os Invernos são longos e extremamente severos, sendo os Verões frescos e relativamente curtos. Localiza-se na baía de Kola, a 12 km do mar de Barents. É a maior cidade a norte do Círculo Polar Ártico e um importante porto militar e comercial, apesar de ter diminuído consideravelmente o número de habitantes nos últimos anos (eram 450 000 em 1989, 336 000 em 2002 e 311 209 em 2009.
Antes da Primeira Guerra Mundial, Murmansque era apenas uma pequena aldeia de pescadores até que, em 1915-1916, devido ao corte das rotas russas do mar Báltico e do mar Negro, o governo central mandou construir este porto e mandou estabelecer a ligação ferroviária a São Petersburgo. Entre 1918-1920, durante a Guerra Civil Russa, as forças aliadas ocuparam Murmansque.
Durante muitos anos, Murmansque foi um porto importante para a União Soviética, sendo uma base para frotas pesqueiras e também para Navios de Guerra e submarinos nucleares. Com a dissolução da União Soviética, deixou de ser um centro de embarcações, dado que se implementou a via rodoviária de ligação entre Moscovo e São Petersburgo.
Na Segunda Guerra Mundial foi a base e o porto principal para os abastecimentos militares anglo-norte americanos, de modo que foi muito bombardeada pelos alemães.
Durante as décadas de 1970 e 1980, o mar de Barents começou por ser o depósito de peças gastas dos reactores nucleares soviéticos. Entretanto, os barcos comerciais foram vendidos para sucata e os submarinos nucleares transferidos, sendo as actividades principais as ligadas à pesca e à indústria têxtil.
De Dezembro a Maio, nos meses mais frios, o porto de Murmansque substitui o porto de São Petersburgo, que fica localizado cerca de 1450 km a sul e que constitui o maior porto do noroeste da Rússia. Curiosamente, o porto de Murmansque não fica gelado em nenhuma época do ano, devido à passagem da corrente quente do golfo, que aquece as águas e as impede de congelarem.
Os quebra-gelos movidos a energia nuclear mantêm aberto durante todo o Inverno um canal no Oceano Glacial Árctico.

## Etimologia
"Murmansque" significa em russo "cidade dos Murmans", sendo que a palavra "Murman" vem de "Norman", ou seja, os "povos do norte" que habitavam a área (noruegueses). A cidade recebeu este nome no ano de 1917, na época da Revolução Russa. Antes se chamava "Romanov-on-Murman".

## Premiações
Murmansque recebeu a Ordem de Lênin, Ordem da Guerra Patriótica, Ordem da Bandeira Vermelha do Trabalho e a Ordem Estrela Vermelha.  
Mas a mais importante condecoração foi a de Cidade-Herói, pela defesa do território russo na chamada Grande Guerra Patriótica (nome russo para a Segunda Guerra Mundial.  

## Geografia

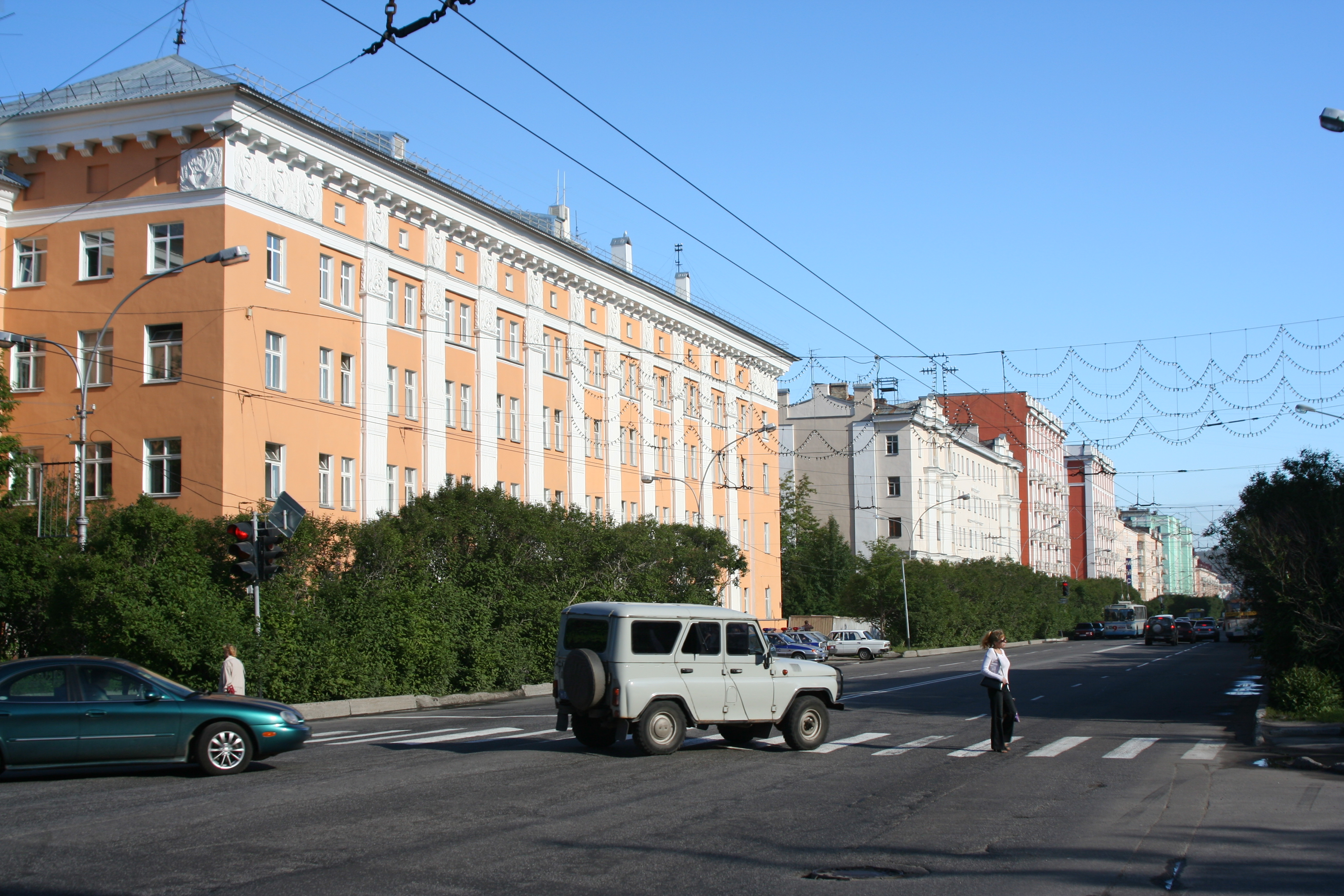
Rua do centro de Murmansque

Murmansque é uma das maiores cidades localizadas ao norte do Círculo Polar Ártico, na zona de permafrost. A cidade se estende por 20 quilômetros ao longo da costa oriental rochosa da Baía de Kola, a 50 km do mar aberto. Murmansque está localizado a 1967 quilômetros ao norte de Moscou, e a 1488 quilômetros de São Petersburgo. Aos 16 km ao norte da cidade existe uma "cidade fechada" (Severomorsk), base da Frota do Norte. Entre o Mar do Norte e Murmansque, existem várias cidades satélites (Roslyakovo, Safonovo, Safonovo-1) que pertencem à cidade fechada. O vizinho mais próximo ao sul é a antiga cidade de Kola. No oeste e leste da cidade existem bosques de coníferas. O ponto mais alto em Murmansque é uma colina ao leste de 305 metros de altura. O relevo é plano, com algumas montanhas nos limites da cidade.

## Clima

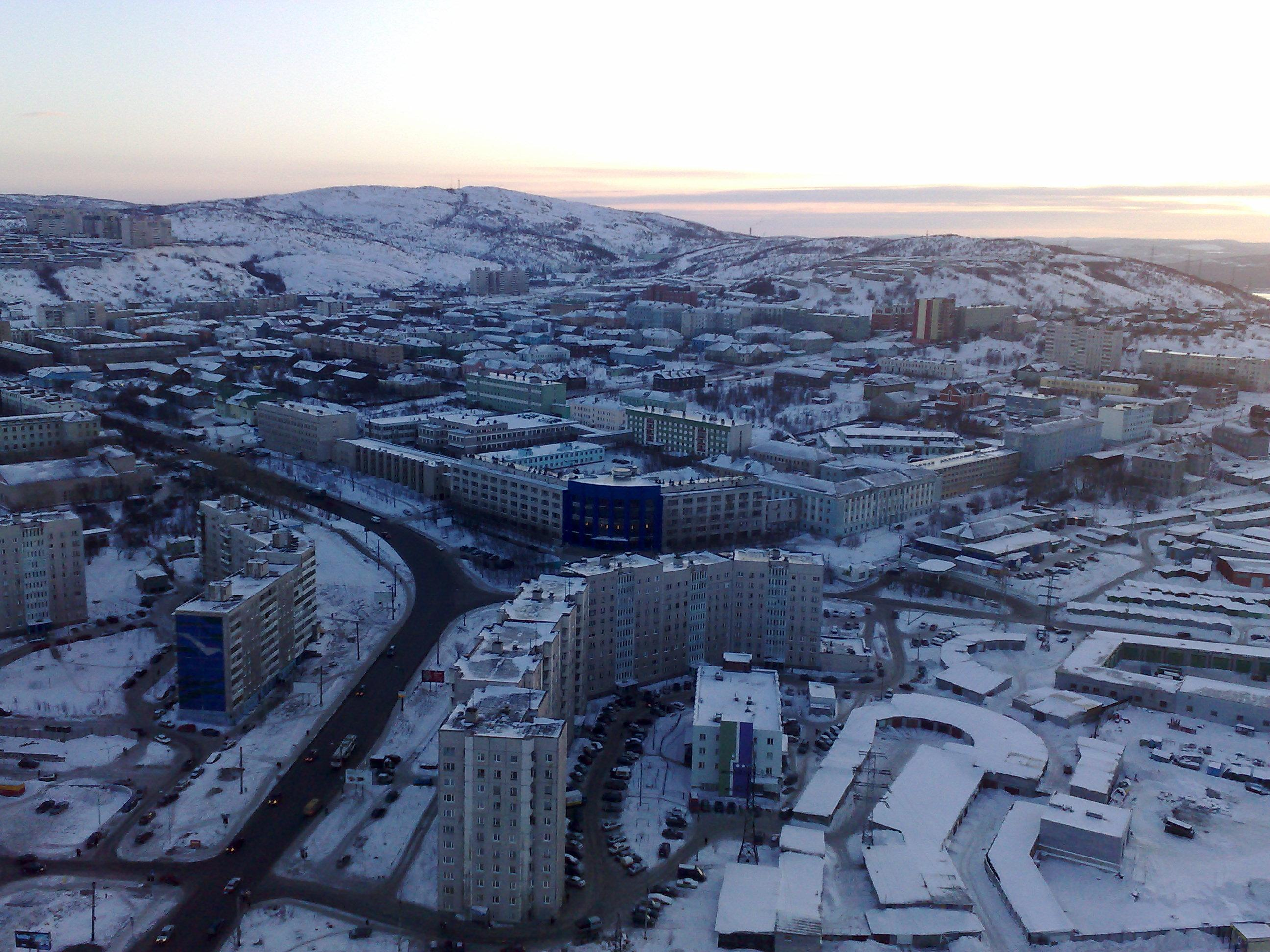
Murmansk no inverno

A cidade está localizada na zona Atlântico-Ártico de clima temperado. O clima de Murmansque é influenciado pela proximidade do mar de Barents, que aumenta o efeito do aquecimento do Atlântico Norte atual. Este fator contribui para uma forte diferença de clima em Murmansque sobre o clima da maioria das cidades localizadas acima do Círculo Ártico, ao contrário de muitas cidades do norte de Murmansque que possuem temperaturas bem mais baixas no inverno. A temperatura média em janeiro-fevereiro em Murmansque gira em torno de -10º/-11 °C. Nevascas severas são raras. Devido à proximidade de massas de ar quente, realizadas pelo curso de Corrente do Golfo, o início do tempo frio em Murmansque é normalmente cerca de um mês mais tarde do que em outras áreas do norte. Os ventos em Murmansque na estação do inverno são na maioria deles originários do sul do continente, trazendo tempo gelado e seco na cidade, e no verão - ventos do norte do Mar de Barents para Murmansque trazendo maior umidade e clima de verão relativamente fresco. Essa mudança dos ventos ocorre por volta de junho e setembro. A temperatura média em julho é de 12º/13 °C, e com tempo úmido. A maior parte da precipitação em Murmansque é de cerca de 500 mm de precipitação anual de junho a setembro, sendo que o pico de dias nublados e dias com precipitação ocorre em agosto. A neve se em uma média de 210 dias e completamente vai para Maio (na vizinhança a neve pode encontrar-se até Junho). Frequentes nevões na primeira metade de junho. A temperatura mínima que foi registrada em Murmansque foi de -39,4 °C em 6 de janeiro 1985 e em 27 de janeiro 1999. A temperatura máxima registrada foi de +32,9 °C em  09 julho 1972. A Noite polar na latitude de Murmansque dura de 2 de dezembro a 11 de janeiro, e o Sol da meia-noite pode ser visto a partir de 22 de maio a 22 de julho.

## Urbanização
A maioria da cidade de Murmansque conta com os típicos edifícios em bloco da era comunista. Não se pode construir edifícios com mais de 16 andares, pois a terra formada por permafrost é instável. A maioria das indústrias ficam às margens da Península da Baía de Kola.

## Economia
Os principais setores da economia de Murmansque são a pesca e o processamento de pescado, transporte marítimo, reparação naval, marinha, ferroviário e rodoviário, metalurgia, processamento de alimentos, geologia marinha, exploração na plataforma continental dos mares do Ártico.  
Os principais tipos de produtos na cidade incluem os produtos de peixe, produtos enlatados, hardware, equipamentos de pesca, recipientes e materiais de embalagem.  
Também há vários pontos comerciais e cadeias de varejo de grande porte. A base da economia da cidade é o porto marítimo de Murmansque - um dos maiores portos livres de gelo na Rússia. O Porto de Murmansque consiste em três partes: um porto de pesca, porto comercial e de passageiros. Nos últimos anos houve um aumento das exportações de carvão e outros recursos minerais. Também está em estudo a abertura da Ponte Ártica, que ligaria a Rússia ao Canadá pela Passagem do Nordeste.

## Transporte
Em Murmansque há uma ferrovia que liga a cidade ao sul da Rússia (Ferrovia Oktyabrskaya, pelo Ramal Ferroviário de Murmansque, com grande importância na economia da cidade. Apesar do desenvolvimento dos transportes rodoviários e do porto a maior parte da carga é transportada por via férrea.  
A ferrovia é eletrificada em Murmansque e é servida pela Arktyka. Murmansque é servida pela rodovia federal "Kola"(Rodovia M18, São Petersburgo - Noruega).  
Em 2005 abriu uma ponte sobre a Baía de Kola, que se tornou a maior ponte do Círculo Polar Ártico, através do qual a partir de Murmansque para se tornar mais fácil para chegar a partes isoladas da cidade que na margem ocidental da Baía de Kola.  
Também Murmansque é o ponto de partida da Rodovia A138 com destino a Noruega, e Rodovia P12 na Finlândia.  
O Aeroporto de Murmansque está localizado na vila de Murmashi a 24 km da cidade. Atende as cidades de Moscou, São Petersburgo, Arcangel, Tromsø e Helsínquia.  
O transporte urbano da cidade é representado por ônibus e trólebus. A partir de 2008 foi implantado o Trólebus de Murmansque, o mais setentrional do mundo, que possui cinco rotas existentes.  
Em 1918 - 1934 na cidade havia um Bonde, mas ele fechou devido ao advento do ônibus.

## População
Até os anos 1930 a população de Murmansque era pequena: em 1917 viviam na cidade 1,3 mil pessoas, em 1920  - 2,5  e em 1926  - nove mil.  
O rápido crescimento do número de moradores começou no fim dos anos 20 e foi associado com o desenvolvimento do Porto de Murmansque, a criação e manutenção da Frota do Norte e a construção de uma série de instalações civis e militares na região de Murmansque. Em Murmansque também foi utilizado o sistema do Gulag para construção destas instalações (oito mil pessoas participaram como mão de obra forçada).  
Em 1939 a população de Murmansque já é de 119 mil pessoas. Durante a Segunda Grande Guerra, a população da cidade tem crescido significativamente desde 1942 Murmansque era a única porta através da qual o comércio exterior de equipamento militar soviético e suprimentos poderia sair.  
Entre os anos 40 e 50 do século XX a cidade continuou a aumentar rapidamente o tamanho da população e depois dobrou. O aumento no número de habitantes, em média, era de 8 mil pessoas por ano passando por um fluxo constante de migrantes de outras partes do país, e devido ao aumento natural (a população da região de Murmansque há muito tempo era muito jovem).  
Empregos eram gerados através do desenvolvimento do setor de serviços.  
O êxodo em massa da cidade ocorreu no início dos anos 1990. Entre 1989 a 1992, 28 mil pessoas deixaram a cidade.  
As principais razões para esta "fuga" era de uma acentuada deterioração da situação econômica na cidade, bem como uma maior mobilidade social e uma população relativamente jovem de Murmansque. Por 2002 o número de residentes diminuiu 150 mil, em comparação com 1989, quase um terço das pessoas foram embora. Um declínio comparável entre as cidades com uma população de mais de 100 mil habitantes, foi apenas em Grozny, destruída pela guerra, e em Magadan.  
A cidade de Murmansque diminuiu em mais de 20 mil pessoas. A emigração de jovens levou a uma acentuada deterioração da situação demográfica. Se em 1990 o aumento natural por 1.000 habitantes foi de 4,5 (10,5 fecundidade,  mas com mortalidade de 6), em 2005 o crescimento natural foi negativo, equivalendo a 0,5% ao ano. O aumento acentuado da mortalidade é devido ao fato de que a maioria dos habitantes estão entrando na fase da velhice.

## Religião
- Diocese de Murmansque da Igreja Ortodoxa Russa.
- Santuário do Divino Salvador ("Cristo sobre as águas")
- Igreja Evangélica de cristãos-batistas
- Paróquia de São Miguel Arcanjo Igreja Católica Romana
- Evangélica Luterana Igreja Paroquial de Íngria
- Capela de São Nicolau (padroeiro da cidade)
- Hare Críxena em Murmansque.[21]
- Igreja cristã dos Adventistas do Sétimo Dia.[22]

## Composição étnica
Da população de Murmansque, cerca de 85% por cento são russos, 6,4 por cento - ucranianos, 2,3 por cento da população de Murmansque são de  bielorrussos e tártaros  e cerca de 1 por cento e 5% outros grupos étnicos.

## Divisão Geográfica
Murmansque é dividida em 3 distritos: Leninsky, Oktyabrsky e Pervomaysky

## Ciência
Nos tempos soviéticos, foi criada em Murmansque o Instituto de Biologia Marinha, que analisou o estado dos recursos biológicos marinhos e conduziu um trabalho de monitoramento ambiental junto com o Instituto de Geofísica Polar e o Instituto de Pesquisa Polar de Pesca Marinha e Oceanografia Knipovich (PINRO). O principal objetivo dos grupos de pesquisa é o mais recente desenvolvimento das bases biológicas da pesca nos mares da Europa Oriental e do Atlântico Norte para garantir cientificamente as previsões do estado de matérias-primas e as condições para a apanha de peixes e invertebrados. O PINRO participa das comissões bilaterais conjuntas sobre o desenvolvimento da cooperação das pescas com a Noruega, Ilhas Faroe e da Groenlândia. No âmbito de projectos de cooperação bilateral realizada com centros científicos da Noruega, Finlândia, Canadá, Espanha, Alemanha, Gronelândia, ilhas Faroé.

## Educação
No início de 2005 a cidade possuía 188 instituições de ensino, incluindo 86 creches, 6 Ginásios e 56 instituições de ensino. Em 2006 foram fechados quatro estabelecimentos de ensino. O motivo foi a baixa taxa de natalidade e emigração para outras regiões do país no início dos anos 1990 e, como conseqüência, um número pequeno de alunos. No final dos anos 1980, algumas escolas de Murmansque trabalhavam em três turnos e tinham a 9 ª série correndo em paralelo  mas agora a maioria das escolas trabalha em um turno apenas. A noite polar provoca mudanças no processo educacional: a pedido dos médicos de dezembro a fevereiro, as aulas são reduzidos em 5 minutos.
Há também o ensino superior: até o momento, foram treinados cerca de 30.000 alunos, metade delas em duas cidades universitárias, Universidade Tecnológica do Oblast de Universidade Pedagógica do Oblast de Murmansque. Um grande número de alunos que estudam em universidades de Murmansque em Moscou e São Petersburgo.

## Cultura
A cidade possui o Palácio da Cultura, uma Orquestra Filarmónica e 5 clubes. Na cidade existem dois museus: Museu Regional de Murmansque, fundada em 1926, e o Museu Regional de Arte de Murmansque, inaugurado em 1989 em um dos edifícios mais antigos de pedra na cidade e também o Museu da Frota do Norte, localizado no distrito Leninsky. Em algumas empresas e organizações têm seu próprio museu dedicado à história e as atividades das organizações. Em Murmansque há três teatros profissionais. O mais antigo foi inaugurado em 1933 (Teatro de Marionetas do Oblast de Murmansque), que se mudou em 1946 a partir da Kirovsk. O maior teatro da cidade foi inaugurado em 1939 (Teatro do Oblast de Murmansque). E em 1946 surgiu o Teatro da Frota do Norte, criado em 1936. O Salão Filarmônico de Murmansque é a casa de Orquestra Filarmônica de Murmansque, que foi fundada em 1999. Na era soviética Murmansque possuía 7 cinemas. Hoje possui apenas quatro. A cidade possui 38 bibliotecas, das quais três são regionais: Biblioteca Regional Científica de Murmansque, Biblioteca do Oblast de Murmansque da Criança e Biblioteca da Juventude  - a maior do Círculo Polar Ártico, uma biblioteca especializada para crianças e jovens e no Biblioteca Especial Regional para Cegos. Existe um programa municipal para criar um novo tipo de biblioteca - centros de inteligência de informação que fornecem livre acesso à Internet, acesso a assistência jurídica e outras informações socialmente significativo. Pela importância nacional e internacional Também existem gravuras rupestres do segundo ao quarto milênio aC, de importância nacional e internacional na região do rio Ponoj e nas margens de um lago próximo, que mostra que as pessoas têm vivido há muito tempo na península de Kola. Nas antigas aldeias Pomor "Varzuga" e "Kovda" há três sítios arqueológicos de 1600. Além disso, os lapões do Kola e as tradições Pomors também são de grande importância.

## Atividades na cidade
Dia da Língua Escrita e Cultura Eslava - Graças aos escritores de Murmansque na capital do Ártico de 24 de maio 1986 foi reavivado o feriado "Dia da cultura eslava e da literatura".  Em reconhecimento a Bulgária doou uma réplica do Monumento de Cirilo e Metódio, que está localizado na Biblioteca Nacional da Bulgária, e o instalou na Biblioteca Regional de Murmansque. No dia 24 de maio ocorrem procissões em frente a esse monumento.

## Cidades irmãs
Murmansque é irmanada com as seguintes cidades:
- Rússia

Caliningrado, Oblast de Kaliningrado
- Bielorrússia

Minsk
- Islândia

Akureyri, Norðurland Eystra
- Noruega

Vadsø, Finnmark, Tromsø, Troms
- Países Baixos

Groninga, Província de Groninga
- Estados Unidos

Jacksonville, Flórida,
- Suécia

Luleå, Bótnia Setentrional
- Finlândia

Rovaniemi, Lapônia
- Polônia

Szczecin, Pomerânia Ocidental